# 34333 Roycorgross
34333 Roycorgross este o planetă minoră (asteroid) din centura de asteroizi. A fost descoperită pe 31 august 2000 la Experimental Test Site⁠(d) de Lincoln Near-Earth Asteroid Research. 
Obiectul prezintă o orbită caracterizată de o semiaxă mare de 3,0366087 UAi, o excentricitate de 0,12, o înclinație de 1,02596 ° în raport cu ecliptica.